# Невада — Семипалатинськ
«Невада — Семипалатинськ» (каз. Невада — Семей) — антиядерний рух, організований громадським діячем КазРСР Олжасом Сулейменовим 28 лютого 1989.

## Історія руху
За кілька днів до фактичної організації руху на Семипалатинському ядерному полігоні стався витік радіоактивних газів. Олжас Сулейменов, якого в Казахстані вважають духовним основоположником націонал-патріотичного руху, тоді був депутатом Верховної Ради КазССР (до цього першим секретарем правління Спілки письменників Казахстану), поставив питання про припинення діяльності полігону. 28 лютого біля будівлі Спілки письменників Казахстану зібралися тисячі людей (багато з них раніше вже брали участь в грудневих подіях 1986 року) з протестами. Відтоді почався відлік історії руху «Невада — Семипалатинськ».
Рух «Невада — Семипалатинськ» досяг успіху, вперше у світі застосувавши нову модель — взаємодію народної та парламентської дипломатії. До Казахстану приїхала делегація зі США (зі штату Невада), вони пройшли мирною ходою, закликаючи зупинити ядерні випробування в усьому світі. Таким чином рух став міжнародним і отримав свою назву.

## Досягнення і факти
- Рух брав участь у демонстраціях, маршах протесту, марші миру в Казахстані, Росії, Америці і Японії.
- 1989 року діяльність руху привела до скорочення кількості вибухів на Семипалатинському полігоні до 7 із запланованих 18. Останній відбувся 19 жовтня.
- 130 тисяч шахтарів Караганди — учасники руху — прийняли резолюцію: в разі продовження випробувань почати безстроковий страйк. Їх підтримали робочі Семипалатинська, Павлодара, Усть-Каменогорська та Жезказгана. Робітників підтримала і Верховна Рада.
- Семипалатинський ядерний полігон закрито 29 серпня 1991 року рішенням уряду Республіки Казахстан, Указ № 409 Президента Казахстану. У грудні 1993 року згідно з директивою міністра оборони Російської Федерації Семипалатинський полігон (або офіційно — 2-й Державний центральний випробувальний полігон) — розформовано.
- Зусиллями руху «Невада — Семипалатинськ» проведено кілька міжнародних конгресів Глобального Антиядерного Альянсу.
- II Конгрес Глобального Антиядерного Альянсу відбувся 30 серпня 1993 року в Алма-Аті. Розглянуто три ключові теми: визначення неурядових шляхів боротьби проти ядерної зброї, екологічне становище в районах ядерних полігонів і їх околиць, здоров'я населення в регіонах, де проводилися випробування. На антиядерному конгресі прийнято рішення про створення міжнародного фонду під егідою ООН для надання допомоги населенню районів, що постраждали від ядерних випробувань[1].
- III Конгрес Глобального Антиядерного Альянсу, який пройшов від 17 до 20 травня 2000 року в столиці Республіки Казахстан місті Астані, прийняв звернення до Генерального секретаря ООН.
- У Казахстані вийшов Закон «Про соціальний захист громадян, які постраждали внаслідок ядерних випробувань на Семипалатинському ядерному полігоні».
- У вересні 2001 року Міжнародний антиядерний рух «Невада — Семипалатинськ» закликав делегатів Конференції за Договором про загальну заборону ядерних випробувань (ДЗЗЯВ) приєднатися до повної заборони ядерних випробувань.
- У 2009 відбувся ювілей руху, головний офіс якого розташований в Алмати.